# Ann Gillis
Pour les articles homonymes, voir Conner et Gillis.
Alma Mabel Conner, dite Ann Gillis est une actrice américaine née le 12 février 1927 à Little Rock, Arkansas (États-Unis) et morte le 31 janvier 2018 à Horam, East Sussex (Royaume-Uni).

## Biographie

### Vie privée
De 1952 à 1970 (divorce), elle est l'épouse de l'acteur britannique d'origine écossaise Richard Fraser (1913-1972).

## Filmographie

### Cinéma
- 1934 : Men in White : fille fleur
- 1936 : Le Grand Ziegfeld (The Great Ziegfeld) de Robert Z. Leonard : Mary Lou enfant
- 1936 : The Singing Cowboy (en) de Mack Wright : Lou Ann Stevens
- 1936 : Postal Inspector : petite Alice
- 1936 : Le Jardin d'Allah (The Garden of Allah)
- 1936 : The Man I Marry : petite fille
- 1936 : La Folle Héritière (Under Your Spell) d'Otto Preminger : Gwendolyn
- 1936 : King of Hockey : Peggy 'Princesse' O'Rourke
- 1937 : Off to the Races : Winnie Mae
- 1937 : You Can't Buy Luck : Peggy
- 1937 : The Californian (it) de Gus Meins : Rosalia enfant
- 1938 : Les Aventures de Tom Sawyer (The Adventures of Tom Sawyer) : Becky Thatcher
- 1938 : Circus Kid (Peck's Bad Boy with the Circus) d'Edward F. Cline : Fleurette
- 1938 : Little Orphan Annie (en) : petite orpheline Annie
- 1939 : Beau Geste : Isobel à 10 ans
- 1939 : Les Petites Pestes (The Under-Pup) : Letty Lou
- 1940 : La Vie de Thomas Edison (Edison, the Man) de Clarence Brown : Nancy Gray
- 1940 : L'Étrangère (All This, and Heaven Too) : Emily Schuyler
- 1940 : My Love Came Back : Valerie Malette
- 1940 : Little Men de Norman Z. McLeod : Nan
- 1941 : Toute à toi (Nice Girl?) : Nancy Dana
- 1941 : Mr. Dynamite : Joey dite Abigail
- 1941 : Cœurs printaniers (Glamour Boy) de Ralph Murphy : Brenda Lee
- 1942 : Meet the Stewarts : Jane Goodwin
- 1942 : Tough As They Come : Frankie Taylor
- 1942 : Bambi : Adulte Faline (voix)
- 1942 : 'Neath Brooklyn Bridge (en) de Wallace Fox : Sylvia
- 1943 : The Man from Music Mountain (en) : Penny Winters
- 1944 : Depuis ton départ (Since You Went Away) : Becky Anderson
- 1944 : Janie de Michael Curtiz : Paula Rainey
- 1944 : Hommes du monde (In Society) : Gloria Winthrop
- 1944 : A Wave, a WAC and a Marine : Judy
- 1945 : The Cheaters : Angela
- 1946 : Gay Blades (en) : Helen Dowell
- 1946 : Janie Gets Married : Paula Rainey
- 1946 : Deux Nigauds dans le manoir hanté (The Time of Their Lives) : Nora Leary
- 1946 : La Course au bonheur (Sweetheart of Sigma Chi) : Sue
- 1947 : Big Town After Dark : Susan Peabody LaRue
- 1968 : 2001, l'odyssée de l'espace (2001: A Space Odyssey) : mère de Poole

### Télévision
- 1963 : Le Saint : Une jeune fille romanesque (saison 2 épisode 18) : Beryl Carrington
- 1965 : Le Saint : Les Trois Madame Oddington (saison 4 épisode 5) : Wilma